# Морской бой (игровой автомат)
Игровой автомат «Морской бой» — советский игровой автомат, представляющий собой художественно оформленный прибор, имитирующий торпедную атаку подводной лодки по движущейся морской надводной цели, сопровождающуюся световыми и звуковыми эффектами. Автомат предназначен для развлечения и активного отдыха граждан, развития у них глазомера и точности стрельбы. Это один из первых игровых автоматов, выпускавшихся в СССР. Является одним из самых известных и узнаваемых советских игровых автоматов.
Прототипом являются автоматы производившиеся в конце 1960-х и начале 1970-х  американской компанией Midway Manufacturing — Sea Raider (1969) и Sea Devil (1970), которые, в свою очередь, основаны на разработанных японским бизнесменом Масаей Накамурой автоматах Torpedo Launcher (Nakamura Manufacturing Co., 1965) и Periscope (Sega, 1966).
В основу устройства аттракциона лежит принцип зеркального отражения панорамы «боевых» действий, надводных целей (силуэты кораблей) и движущейся торпеды.
Панорама «боевых» действий расположена вертикально, но отражаясь в зеркале, установленном под углом 45°, выглядит расположенной горизонтально. Имитация моря выполнена из стекла, на которое нанесен рисунок моря. Под стеклом располагаются 8 «лучей» траектории движения торпеды с 10-ю лампочками в каждом луче, что является упрощением конструкции игрового автомата, по сравнению перемещаемой траекторией торпеды, что, например, было реализовано в игровом автомате Sea Devil (Midway, 1970). Управление пуском торпеды игроком осуществляется через кнопку «Пуск» на правой рукоятке «перископа», через который играющий видит панораму «боевых» действий. При повороте перископа выбирается одна из 8 трасс пуска торпеды. Такой принцип фиксирования трассы торпеды делает аппарат более надежным технически, но в то же время делает пуск торпеды менее предсказуемым для игрока.
Видоискатель (перископ) представляет собой цилиндр, внутри которого под углом 45° у его оси установлены 2 зеркала, отражающие поверхности которых направлены друг к другу. Перед входным окном размещены два визира. Расстояние между ними выбрано таким, что при установке зрения на выбранный корабль образуются три визира. Упреждение при пуске торпед отсчитывается по среднему визиру.
В верхней части аттракциона спереди размещено информационное табло, на котором отображается информация о начале игры, о количестве пусков и попаданий, об окончании игры. Кроме того, на табло есть два окна (справа и слева внизу табло) позволяющее видеть панораму «боевых» действий а также небольшое окошко, через которое виден счётчик игр.
Под информационным табло, за перископом размещена панель со шкалами, имитирующая щит управления подводной лодки. Наклонная панель спереди выполнена из прозрачного материала. С внутренней стороны на ней нанесены изображение карты района «боевых» действий, условные обозначения, текст инструкции по пользованию аттракционом и эмблема В/О «СОЮЗАТТРАКЦИОН». Текст инструкции и условные обозначения снизу подсвечены.
Спереди в нижней части аттракциона размещена выдвигающаяся подставка (для маленьких игроков).
Автомат поставлялся на внутренний рынок СССР, социалистические страны и в Финляндию. Существовала специальная версия для установки на подводные лодки ВМФ СССР.
Составные элементы автомата взаимозаменяемы с одноименными съемными элементами игровых автоматов «Торпедная атака» и «Шайбу! Шайбу!».
Выпускалось несколько видов игровых автоматов «Морской бой» (как минимум 3), отличающихся как в оформительской (цвета раскраски, изображения на панелях, виды и раскраска кораблей), так и в конструктивной (компоновка составных элементов, способы проецирования взрывов, надписей) частях.
Начиная с 1985 года выпускался вариант игрового автомата «Морской бой» под названием «Морская Дуэль», где корабли в ответ запускали торпеды по подводной лодке.

## Описание работы автомата

### Включение автомата
После включения автомата в сеть наблюдается следующее:
- горит подсветка панорамы «боевых» действий,
- горит подсветка шкал и наклонной панели,
- горит подсветка транспарантов ИГРА и ОКОНЧЕНА на верхнем табло и на фоне неба панорамы,
- мигает подсветка «розы» ветров,
- горит подсветка транспаранта ТОРПЕДИРОВАНО,
- горит подсветка количества пораженных целей (результат предыдущей игры).

### Начало игры
Игра включается при опускании одной монеты достоинством 15 коп. или при нажатии кнопки ПРОВЕРКА (контрольный режим). При этом
- гаснет подсветка транспарантов ОКОНЧЕНА и ТОРПЕДИРОВАНО на верхнем табло и ОКОНЧЕНА на фоне неба панорамы и остается подсветка транспаранта ИГРА,
- гаснет подсветка количества пораженных целей (результат предыдущей игры),
- загорается подсветка транспаранта ПУСК,
- цели (силуэты кораблей) начинают движение в произвольном направлении (либо справа налево, либо наоборот)
- звучит звуковой сигнал боевой тревоги.

### Игра
После каждого нажатия кнопки пуска торпеды на перископе,
- гаснет транспарант ПУСК, который загорается вновь после окончания движения или взрыва торпеды,
- на счетчике выпущенных торпед загорается очередная цифра, начиная с 1 и гаснет предыдущая цифра,
- имитируется световой след и затухающий шум движения «торпеды»; длительность шумового эффекта 1…3 сек.,
- выключается сигнал боевой тревоги,

При каждом попадании торпеды в цель:
- осуществляется световая и звуковая имитация взрыва; длительность звуковой имитации 1…3 сек.,
- выключается подсветка панорамы,
- на счетчике пораженных целей загорается очередная цифра, начиная с 1, и гаснет предыдущая,
- цель (силуэт корабля) меняет направление движения, после чего подсветка панорамы включается вновь,
- после первого поражения загорается и остаётся подсвеченным транспарант ТОРПЕДИРОВАНО.

Максимальное количество «торпед», выпущенное за один сеанс игры составляет 10 шт.

### Окончание игры
После 10-го пуска при количестве попаданий менее 10 автомат возвращается в состояние, описанное в разделе «Включение автомата». При нажатии кнопки запуска торпед на перископе, запуска торпед не происходит.

### Призовая игра
Включение режима призовой игры происходит при достижении 10 попаданий. После 10 попаданий
- загораются транспаранты ПРИЗОВАЯ и ИГРА на табло и на фоне «неба»,
- на счетчике пущенных «торпед» и пораженных целей светятся цифры 10.

После 1-го призового пуска «торпеды»:
- гаснет транспарант ПУСК, который загорается вновь после окончания движения или взрыва торпеды,
- на счетчике выпущенных торпед загорается цифра 1, но продолжает светиться цифра 10,
- имитируется световой след и затухающий шум движения «торпеды»; длительность шумового эффекта 1…3 сек.,
- выключается сигнал боевой тревоги,

После 1-го поражения цели:
- осуществляется световая и звуковая имитация взрыва; длительность звуковой имитации 1…3 сек.,
- выключается подсветка панорамы,
- на счетчике пораженных целей загорается цифра 1, но продолжает светиться цифра 10,
- цель (силуэт корабля) меняет направление движения,
- после первого поражения загорается и остаётся подсвеченным транспарант ТОРПЕДИРОВАНО.

После 3-го призового пуска автомат возвращается в состояние, описанное в разделе «Включение автомата». При нажатии кнопки запуска торпед на перископе, запуска торпед не происходит.

### Состав комплекта
| №  | Наименование                                                                  | Количество |
| -- | ----------------------------------------------------------------------------- | ---------- |
| 1. | автомат с игрой                                                               | 1 шт.      |
| 2. | запасные части, инструменты и принадлежности согласно ведомости ЗИП           | 1 комплект |
| 3. | эксплуатационная документация, согласно ведомости эксплуатационных документов | 1 комплект |
| 4. | комплект ключей                                                               | 1 комплект |

## Известный чит
При повороте перископа в крайне правое (при движении кораблей справа налево) и крайне левое (при обратном движении кораблей) если запустить «торпеду» в момент выхода корабля из-за ширмы-укрытия, корабль гарантированно поражался.

## Автомат в кино
- Во второй серии мультсериала «Великолепный Гоша» главный герой во сне играет в автомат «Морской бой».
- Автомат «Морской бой» также фигурирует в мультфильме «Нехочуха».